# 瓜達拉哈拉國際機場
瓜達拉哈拉國際機場（西班牙語：Aeropuerto Internacional de Guadalajara；IATA代碼：GDL，國際民航組織機場代碼：MMGL）是墨西哥城市瓜達拉哈拉的主要機場，位於瓜達拉哈拉南郊的特拉霍穆爾科德蘇尼加。瓜達拉哈拉國際機場是墨西哥國內第三繁忙的機場，僅次於墨西哥城國際機場和坎昆國際機場。

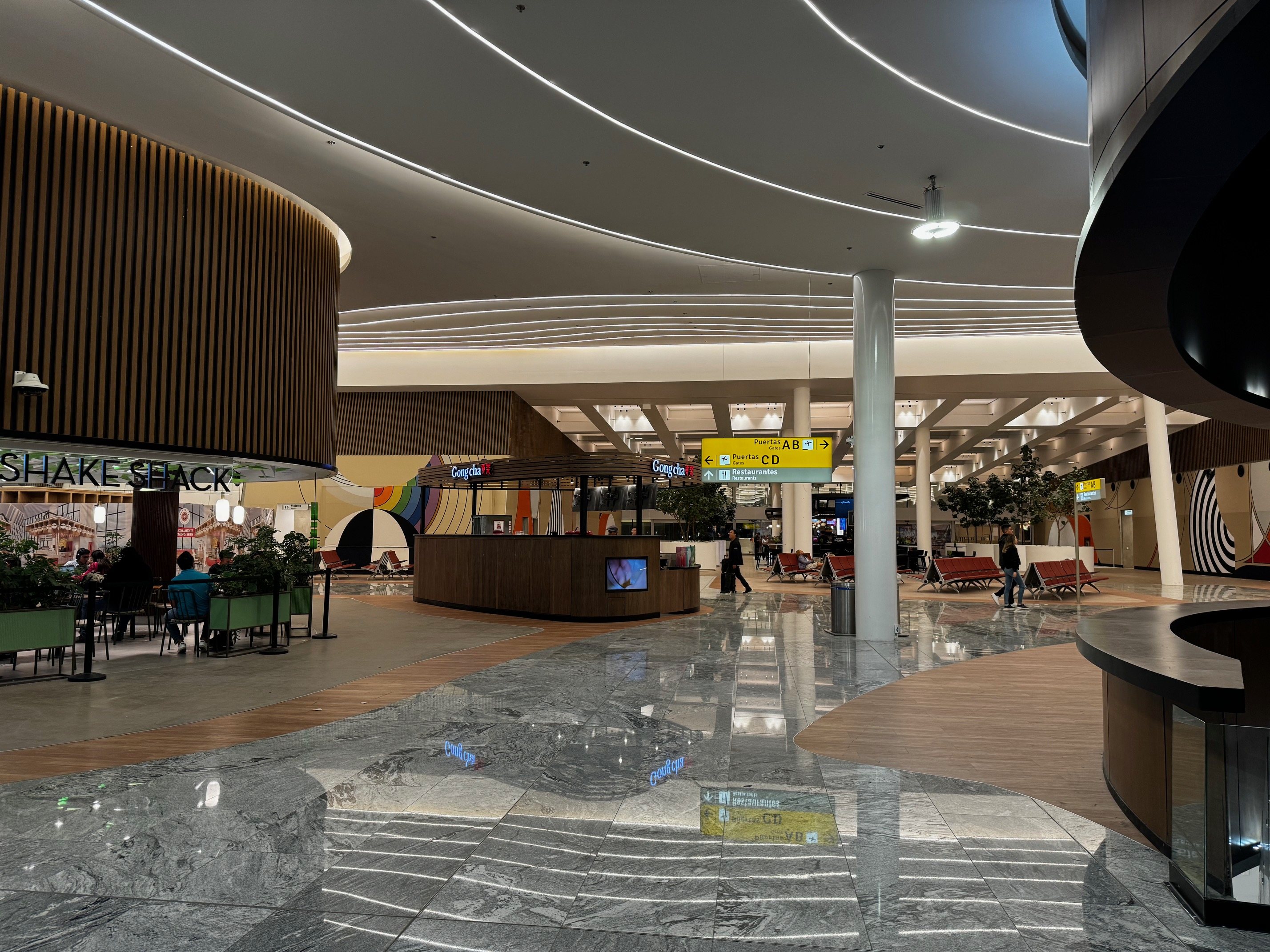
機場內部空間

瓜達拉哈拉國際機場是墨西哥廉價航空沃拉里斯航空（Volaris）最主要的據點，同時也是愉快空中巴士航空（Viva Aerobus）與墨西哥航空（Aeroméxico）的重要據點機場。2024年，瓜達拉哈拉國際機場旅客進出人次達17,848,700人。